# شاين شو
شاين شو (بالهولندية: Shane Shu) هو مغني وكاتب أغاني ومصور هولندي، ولد في 11 فبراير 1976.

## وصلات خارجية
- الموقع الرسمي
- شاين شو على موقع ميوزك برينز (الإنجليزية)
- شاين شو على موقع ديسكوغز (الإنجليزية)